# Wipsania Julia Agrypina
Wipsania Julia Agrypina znana też jako Julia Młodsza (Vipsania Iulia Agrippina) lub Julilla ("mała Julia") (ur. 19 p.n.e.; zm. 28 n.e.) – wnuczka cesarza Oktawiana Augusta. 

## Wywód przodków
| 4. Lucjusz Wipsaniusz Agrypa |  |                  |  |  |                            |
|                              |  | 2. Marek Agryppa |  |  |                            |
| 5. NN                        |  |                  |  |  |                            |
|                              |  |                  |  |  | 1. Wipsania Julia Agrypina |
| 6. Oktawian August           |  |                  |  |  |                            |
|                              |  | 3. Julia         |  |  |                            |
| 7. Skrybonia                 |  |                  |  |  |                            |
|                              |  |                  |  |  |                            |

Tak jak i matka cechowała się zamiłowaniem do luksusu i swobodnym prowadzeniem się. Wzbudzało to niechęć dziadka, cesarza Augusta. Jej mąż Lucjusz Emiliusz Paulus wziął udział w spisku na życie cesarza. Po jego wykryciu został stracony a Julia skazana na wygnanie. Po powrocie z wygnania dalej prowadziła bardzo swobodny tryb życia, czym wywołała gniew Augusta. W 8 roku n.e. została ponownie skazana na wygnanie, tym razem na jedną z wysp Tremiti na Adriatyku. W tym samym czasie na wygnanie został zesłany Owidiusz, należący do otaczającego ją grona znajomych. Julia nigdy już nie wróciła z wygnania spędzając na wyspie Trimerus 20 lat. Gniew Augusta był tak nieubłagany, że nawet w testamencie zastrzegł, że prochy jego wnuczki nigdy nie mogą być złożone w jego mauzoleum.

## Małżeństwa i potomkowie
- 1x: Lucjusz Emiliusz Paulus
  - syn?
  - Emilia Lepida (x: Marek Juniusz Silan)
    - Marek Juniusz Silan Torkwat
      - Lucjusz Torkwat

    - Decymiusz Juniusz Silan Torkwat
    - Lucjusz Juniusz Silan
    - Junia Lepida
    - Junia Kalwina